# Anilios australis
Anilios australis — вид змій родини сліпунів (Typhlopidae). Ендемік Австралії.

## Поширення і екологія
Anilios australis мешкають на південному заході Західній Австралії, від затоки Шарк-Бей до мису Ерід. Вони живуть на сухих луках, в сухих чагарникових заростях і саванах.